# Platyrhacus bifasciatus
Platyrhacus bifasciatus är en mångfotingart som beskrevs av Filippo Silvestri 1897. Platyrhacus bifasciatus ingår i släktet Platyrhacus och familjen Platyrhacidae. Inga underarter finns listade i Catalogue of Life.